# Schimmel & Co.

Signet Schimmel & Co. New York

Schimmel & Co. war ein sächsisches Chemieunternehmen. Es war zeitweise Weltmarktführer in der Produktion von ätherischen Ölen, Essenzen, Fruchtäther und chemisch-pharmazeutischen Produkten sowie natürlichen und künstlichen Riechstoffen.

## Geschichte

### Anfänge

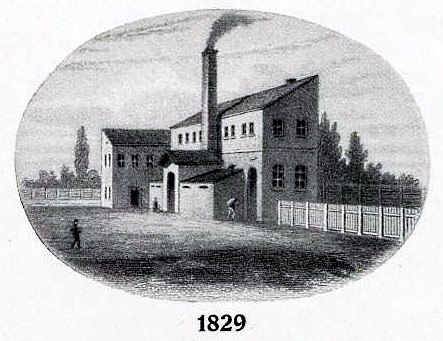
Standort Berliner Straße (1829)

Am 1. September 1829 gründeten der Drogist Ernst Ludwig Spahn und der Apotheker Gottlob Eduard Büttner in Leipzig das Unternehmen Spahn & Büttner zum Vertrieb von Arzneidrogen. 1838 verließ Büttner das Unternehmen und der Kaufmann Friedrich Edmund Louis Schimmel trat an dessen Stelle. Als auch Spahn ausschied, führte Louis Schimmel, nun mehr gemeinsam mit seinem Bruder Eduard Hermann Schimmel, das Unternehmen unter der Firma Schimmel & Co. weiter.
Nach dem Tod von Louis Schimmel wurde das Unternehmen am 1. September 1854 an Hermann Traugott Fritzsche (1809–1887) verkauft, der aufgrund der finanziellen Unterstützung seines Freunds Johann Erdmann Ferdinand Sechtling alleiniger Eigentümer werden konnte. Obgleich er die alte Firma beibehielt, begann für das Unternehmen eine neue Ära. Der ungeahnte Aufstieg zum weltweit führenden Unternehmen der Riechstoffindustrie setzte sich unter der Leitung seiner Söhne Hermann Traugott Fritzsche junior (1843–1906) und Ernst Traugott Fritzsche (1851–1916) und später auch in der dritten Generation, unter Leitung von Karl August (1871–1944) und dessen Cousin Hermann Fritzsche (1884–1949), stetig fort.

### Beginn der Produktion ätherischer Öle

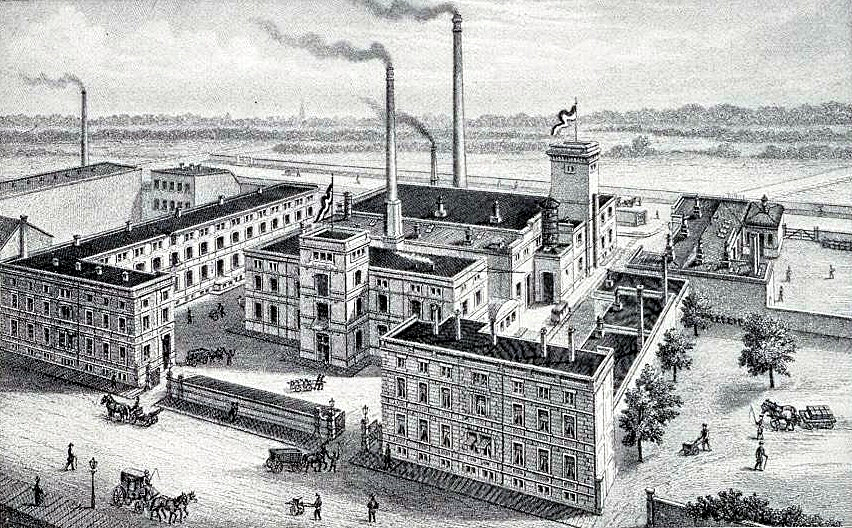
Standort Berliner Straße (1879)

Mit dem im Jahre 1873 stattfindenden Umzug der Produktionsanlagen von der Hallischen Straße (seit 1945: Georg-Schumann-Straße) auf das Grundstück Berliner Straße 2–4 begann man, sich auf die Herstellung und den Vertrieb von ätherischen Ölen und Essenzen zu konzentrieren. Zur Gewinnung nutzte man im Wesentlichen drei Verfahren, die Dampfdestillation, die Extraktion und die Kaltpressung.
Von Anfang an setzte Fritzsche dabei auf moderne wissenschaftliche Standards und arbeitete eng mit der universitären Forschung, namentlich mit dem Chemiker Otto Wallach, zusammen.
1879 eröffnete Schimmel & Co. als erstes Unternehmen der Branche ein eigenes industrielles Versuchslabor zur Herstellung ätherischer Öle, an dem unter Leitung des Chemikers Julius Bertram (1851–1926) so bedeutende Wissenschaftler wie Carl Freiherr von Rechenberg (1852–1926) und Eduard Gildemeister (1860–1938) oder Heinrich Wienhaus arbeiteten.
Die hohe Qualität der ätherischen Öle von Schimmel & Co. wurde weltweit zum Maßstab in der Riechstoffproduktion. War bis dahin in diesem Geschäftszweige Raum für das gewesen, was ich ein weites Gewissen nennen will, so wurde von nun an diese Bewegungsfreiheit immer mehr eingeengt, indem die Käufer geradezu zur Bedingung machten, daß die ätherischen Öle die von den Chemikern der Firma Schimmel & Co. an verbürgt reiner Ware festgestellten Eigenschaften haben mußten. Ich erinnere in dem Zusammenhang nur an das früher so ausgiebig verfälschte Citronellöl, das jetzt überhaupt nicht mehr anders als auf Grund von „Schimmel's Test“ gehandelt wird.
Die Ergebnisse der Forschungsarbeit hütete man nicht wie in anderen Unternehmen als Geheimnisse, sondern veröffentlichte sie in den von der Branche begehrten und von der universitären Forschung des In- und Auslands hochgeachteten Berichten, die seit der Gründung des Labors erschienen und noch heute in Fachkreisen einen geradezu legendären Ruf genießen.
1891 begann man mit dem Bau selbst entwickelter industrieller Destillationsanlagen. Basierend auf Arbeiten Otto Wallachs und deren Weiterentwicklung durch den Hauschemiker Heinrich Walbaum konnte durch Schimmel & Co. 1895 das weltweit erste künstlich hergestellte Neroliöl auf den Markt gebracht werden. 1906 gelang es Walbaum Muscon zu isolieren.

### Umzug nach Miltitz

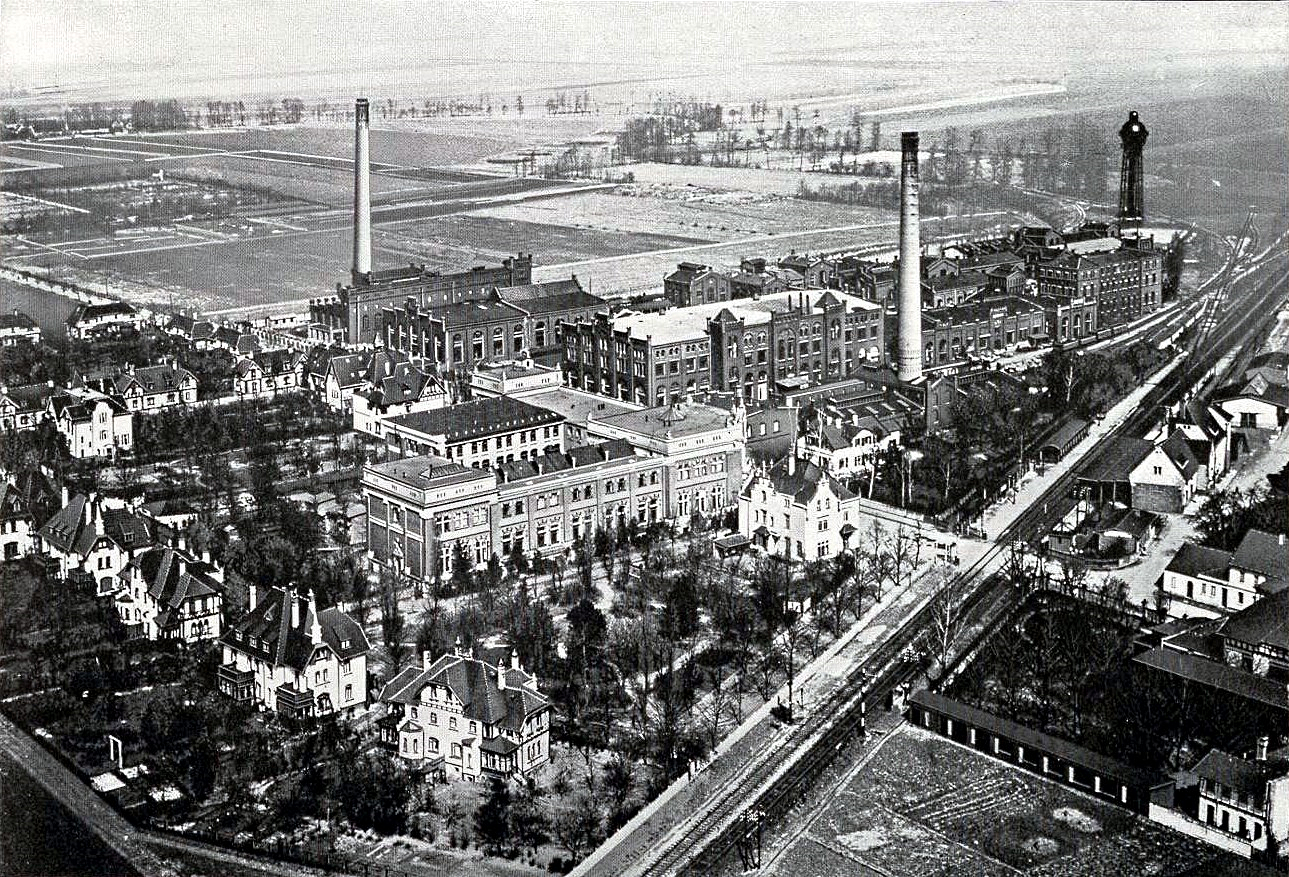
Werksgeländes in Miltitz, nach 1900

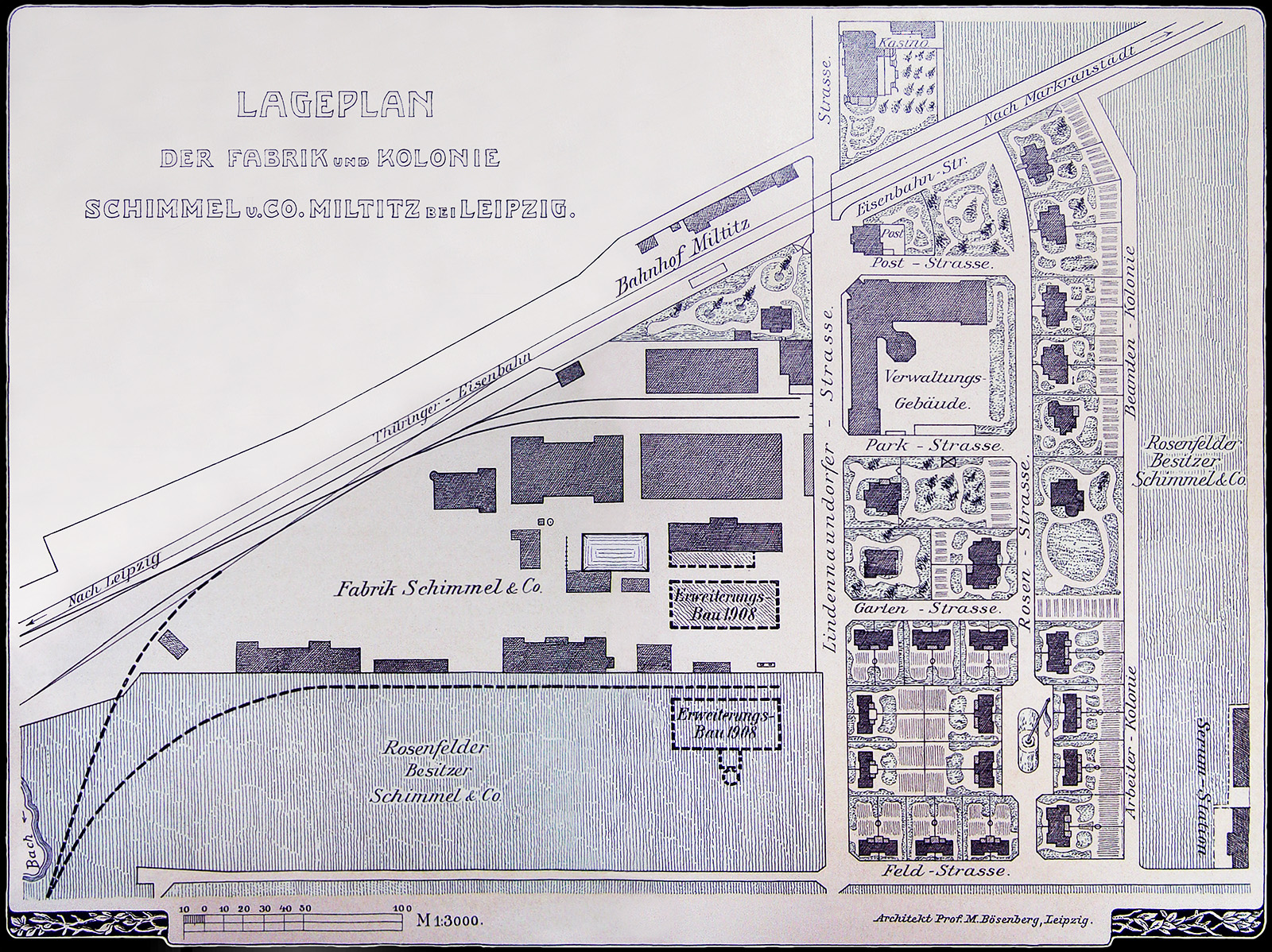
Lageplan des Werksgeländes in Miltitz

Das rasante Wachstum des Unternehmens machte einen erneuten Umzug notwendig. Der Leipziger Architekt Max Bösenberg errichtete im Jahr 1900 ein neues Werk mit angeschlossener Wohnsiedlung für Angestellte und Arbeiter in Miltitz. Hier nutzte das Unternehmen bereits seit 1884 ein Gelände zum großflächigen Anbau von ölhaltigen Pflanzen und Rosen.
Am 1. April 1901 wurde die neue Anlage in Betrieb genommen. Der neue Standort umfasste 1,2 Quadratkilometer Grundbesitz, die bebaute Fläche der Produktionsanlagen betrug 25 Hektar. Man begann, die Fabrikation natürlicher Duftträger mit der Großproduktion von natürlichen und künstlichen Riech- und Aromastoffen, Parfümölen, Parfümgrundlagen, Essenzen, Extrakten und Aromen zu verbinden. Einer der dort tätigen Chemiker war Frank Rochussen, Verfasser des Buchs „Aetherische Oele und Riechstoffe“ in der Sammlung Göschen (1909).
Zahlreiche in- und ausländische Gäste kamen in den folgenden Jahren nach Miltitz, um die neue Produktionsstätte zu besichtigen und Erfahrungen auszutauschen. Ein besonderer Höhepunkt war dabei der Besuch des sächsischen Königs Friedrich August III. im Jahr 1905.
Der Erste Weltkrieg und die anschließende Inflationszeit wirkten sich durch Rohstoff- und Arbeitskräftemangel zwar hemmend auf die Produktion aus, konnten dem starken, weltweit agierenden Unternehmen jedoch nicht nachhaltig schaden.

### Umwandlung in eine Aktiengesellschaft

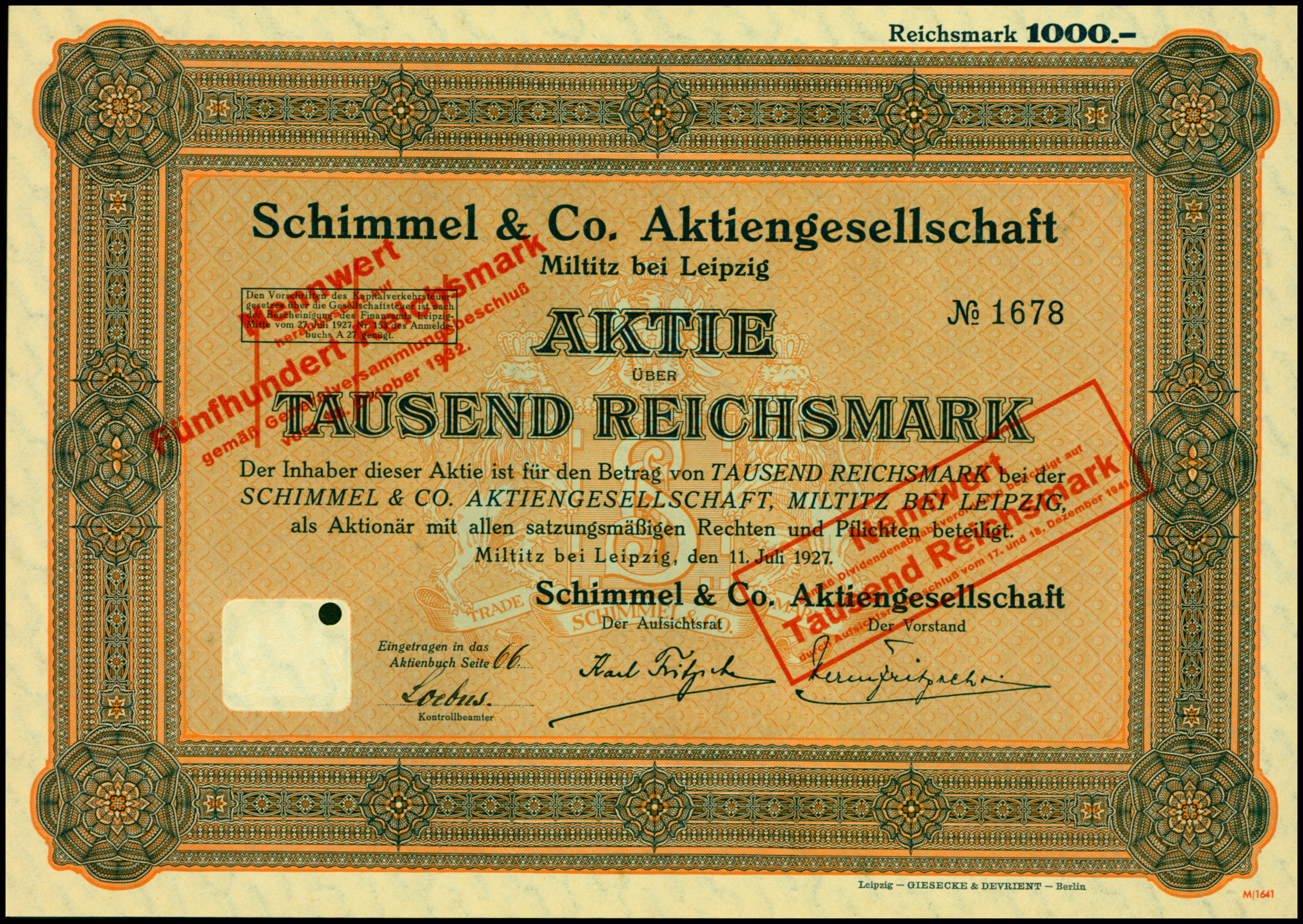
Aktie über 1000 RM der Schimmel & Co. AG vom 11. Juli 1927

Am 18. Mai 1927 verschmolz Schimmel & Co. mit dem Leipziger Unternehmen E. Sachsse & Co. zu einer Aktiengesellschaft mit einem Grundkapital von 6 Millionen Reichsmark. Die Aktionäre waren ausschließlich Familienmitglieder.
1928 wurde das Hamburger Unternehmen Anton Deppe Söhne aufgekauft und als Schimmel & Co. AG Abteilung Anton Deppe Söhne, Hamburg in den Konzern eingegliedert.
In der Zeit des Nationalsozialismus war ab 1934 ein deutlicher Rückgang der Auslandsgeschäfte zu verzeichnen. Die Rohstoffbeschaffung machte zunehmend Schwierigkeiten. Man versuchte diese Defizite durch die Steigerung der Produktion synthetischer Produkte auszugleichen.
Von der Geschäftsleitung war Hermann Fritzsche 1933 der NSDAP beigetreten, teilte 1935 der Partei jedoch in einem offiziellen Schreiben mit, dass er als überzeugter evangelischer Christ sowohl die Einstellung der Deutschen Christen als auch die Rassenideologie Alfred Rosenbergs ablehne.

### Schicksal nach dem Zweiten Weltkrieg
Den Zweiten Weltkrieg überstand das Miltitzer Werk weitgehend unversehrt. Noch vor Ende des Kriegs, am 30. April 1945, erteilten die US-amerikanischen Besatzungstruppen der Unternehmensleitung die Erlaubnis zur Wiederaufnahme der Produktion. Im Juli 1945 konnten bereits Waren im Wert von 186.000 Reichsmark hergestellt werden.
Nach der Übernahme Leipzigs durch die Sowjetische Armee wurden das unternehmenseigene Gut Miltitz am 18. September 1945 enteignet und die Produktionsstätten beschlagnahmt. Am 20. Mai 1947 wurde die Beschlagnahme vorübergehend aufgehoben. Trotz beharrlicher Verhandlungen konnten die Geschäftsführer die drohende Enteignung nicht abwenden. Am 1. Juli 1948 wurde das Unternehmen durch die sächsische Landesregierung verstaatlicht.
Der "VEB Schimmel Miltitz" wurde 1956 in "VEB Chemische Fabrik Miltitz" umbenannt.
1958 wurde im Auftrag der Regierung der DDR die Rezeptur für Vita Cola in der Chemischen Fabrik Miltitz entwickelt.
Im Jahre 2022 hatte Vita Cola den zweitgrößten Anteil am ostdeutschen Markt für Cola; in Thüringen lag sie sogar auf Platz eins.
1984 erfolgte die Eingliederung in die "VEB Riechstoff-Fabrik Wolfen".
In der Hamburger Zweigniederlassung entstand das Unternehmen "Schimmel & Co." neu. Es gehörte 1956 zu den Mitbegründern des "Deutschen Verbandes der Riechstoffindustrie". In der von diesem Verband herausgegebenen "Geschichte der deutschen Riechstoffindustrie" heißt es: "Nach diesem Krieg stand die Firma in Miltitz unter kommunistischer Herrschaft, und ihr Geschäft war auf den kommunistischen Wirtschaftsblock ausgerichtet. Weltweit ging die Entwicklung weiter. Dort, wo keine staatliche Willkür herrschte und wo man unter marktwirtschaftlichen Bedingungen arbeitete, war es möglich, Forschung und Entwicklung voranzutreiben. Dabei konnte man auf das Wissen aufbauen, das in Miltitz seinen Ursprung hatte."
Der VEB Chemisches Werk Miltitz war bis 1990 Teil des Kosmetik-Kombinats.

### Die Produktion in Miltitz nach der Wende

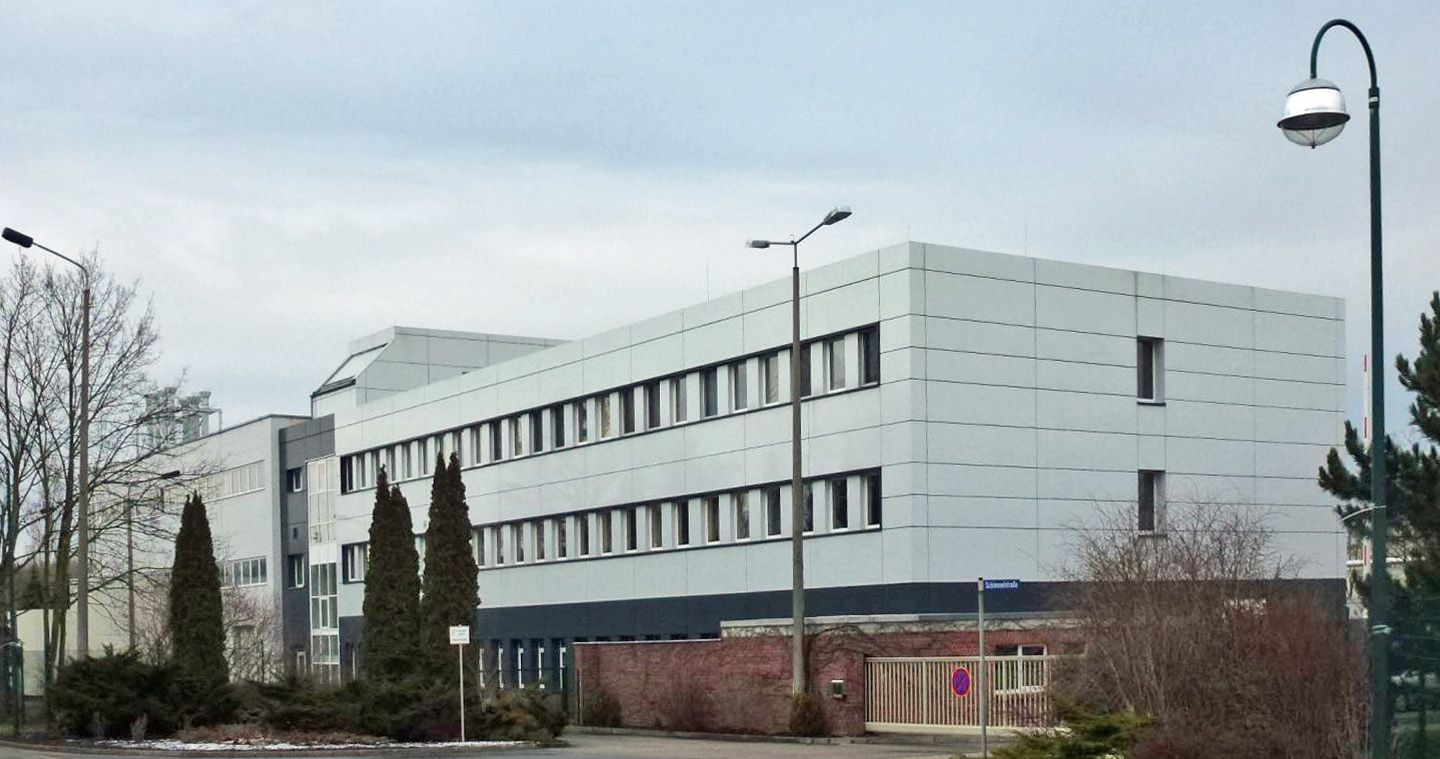
Neubau des Nachfolgers Bell Flavors & Fragrances

1992 wurde die Miltitz Aromatics GmbH gegründet, die sich seit 1993 im Chemiepark Bitterfeld-Wolfen befindet. Als weiteres Nachfolgeunternehmen wurde 1993 die Miltitz Energie- und Dienstleistungsgesellschaft mbH gegründet, die 2006 unter der Firma Miltitz Duft und Aroma GmbH in Insolvenz ging.
Das US-amerikanische Unternehmen Bell Flavors & Fragrances übernahm 1993 von der Treuhandanstalt mit dem VEB Chemisches Werk Miltitz das ehemalige Stammwerk von Schimmel & Co., das nun unter Bell Flavors & Fragrances Duft und Aroma GmbH firmiert. Die Beschäftigtenzahl, die vor der Wende bei ca. 800 lag, ist inzwischen wieder auf über 250 gestiegen.
Das Unternehmen sanierte 1998 die 1878 gegründete wissenschaftliche Schimmel-Bibliothek, die seither mit ihren 30.000 Bänden und der vollständigen Serie der Unternehmensberichte als weltweit größte Fachbibliothek ihrer Art wieder der Forschung zur Verfügung steht.
Das Unternehmensarchiv befindet sich heute im Sächsischen Staatsarchiv Leipzig. Vom 25. April bis 27. Juli 2012 präsentierte das Staatsarchiv Leipzig eine Ausstellung zur Geschichte dieses bedeutenden Leipziger Unternehmens unter dem Titel Rosenblüten und Lavendel.

## Vertrieb
Der bedeutende Erfolg des Unternehmens Schimmel & Co. beruhte insbesondere auf seinem weltumspannenden Vertriebsnetz. Bereits 1871 eröffnete der dritte Sohn des Inhabers, Paul Traugott Fritzsche, eine Zweigniederlassung in New York City, die unter dem Namen Fritzsche Brothers, Inc., ab 1934 unter dem Namen Schimmel & Co., Inc., zum führenden Unternehmen der Riechstoffindustrie in den USA aufstieg. 1898 besaß das Unternehmen 30 Handelsagenturen auf fast allen Kontinenten.
Folgende Niederlassungen bzw. Tochtergesellschaften wurden gegründet:
- 1871: New York City (siehe oben)[10]
- 1874: Bodenbach in Böhmen (bis 1918 Österreich-Ungarn, heute Tschechien), 1931 als Schimmel & Co. AG[10]
- 1895: Liesing bei Wien, 1931 als Schimmel & Co. GmbH[10]
- 1899: London
- 1902: Berlin
- 1905: Barrême im französischen Département Alpes-de-Haute-Provence
- 1922: Budapest, 1931 als Schimmel és Társa RT[10]
- 1923: Celje im Königreich Jugoslawien, 1931 als Schimmel & Co. GmbH[10]
- 1929: Hamburg-Billbrook (Zweigwerk, durch Fusion mit der Anton Deppe Söhne oHG erworben)[10]

Zudem besaß das Unternehmen eine eigene Druckerei für Werbe- und Informationsbroschüren in verschiedenen Sprachen. Großen Wert legte man auf Produktmuster für Ausstellungen und unternehmenseigene Handelsvertreter.

## Soziales Engagement

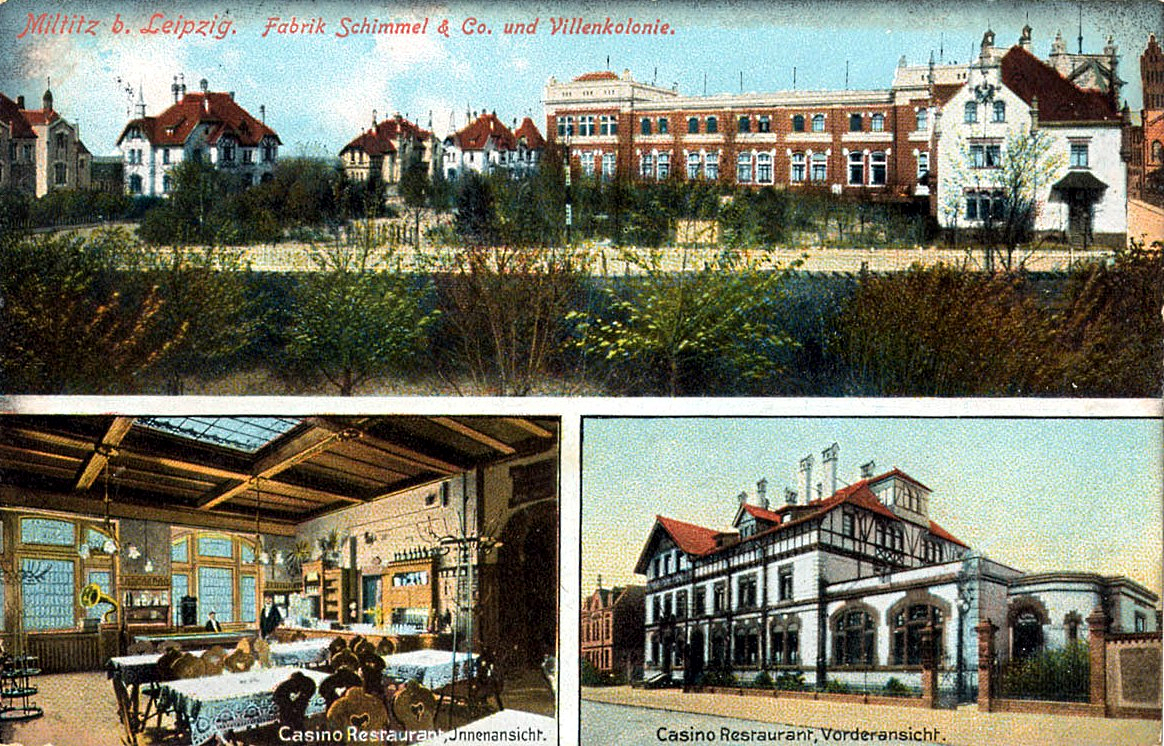
Schimmel & Co. mit Villenkolonie in Miltitz (1916)

Die Unternehmensleitung fühlte sich ihren Angestellten und Mitarbeitern gegenüber stets zu besonderem sozialen Engagement verpflichtet. Die Arbeitsbedingungen waren durch eine Arbeits- und Betriebsordnung geregelt, die auch die Arbeitszeiten und die Lohnfortzahlung und Versorgung im Krankheitsfall regelte. 1901 betrug die tägliche Arbeitszeit 10 Stunden, ab 1920 acht Stunden pro Tag. Bis 1920 galt die Sechs-Tage-Woche, danach wurde an Samstagen nur bis 13 Uhr gearbeitet. Zudem gründete man eine eigene Betriebskrankenkasse.
Mit der Errichtung des neuen Werks in Miltitz wurden 1900 auch großzügige Wohn- und Gartenanlagen für Arbeiter und Angestellte geschaffen. Ab 1902 besaß das Unternehmen eine eigene Feuerwehr, einen Gesang- und Sportverein. Auf dem Werksgelände befanden sich ein Sport- und Tennisplatz, eine Kegelbahn, sowie ein eigenes Schwimmbad für die Mitarbeiter.
1922 wurde ein Unterstützungsfonds für Arbeiter und Angestellte gegründet. 1929 stiftete die Unternehmensleitung anlässlich des 100-jährigen Bestehens eine Pensionskasse zur Unterstützung von Ruheständlern und Hinterbliebenen. Die Hermann-und-Ernst-Fritzsche-Stiftung wurde hierfür mit einem Stammkapital von 200.000 Reichsmark ausgestattet.

## Schriften (Auswahl)
- Friedrich August Flückiger, Hermann Traugott Fritzsche, Ernst Traugott Fritzsche: Die Geschäft- und Fabrikstätten von Schimmel & Co., Leipzig-Prag und Fritzsche Brothers, New York-Garfield im Jahre 1893. Gröber, Leipzig 1893.
- Katalog der Bibliothek. Schimmel & Co., Leipzig 1897.
- Praktische Vorschriften zur Bereitung von Liqueuren, Branntweinen, Punsch-Essenzen, Arac, Cognac, Rum, Frucht- u. Limonaden-Syrupen etc. auf kaltem Wege. Unter Anwendung der Fabrikate von Schimmel & Co., Miltitz bei Leipzig (…) Nebst einem Anhang über die Beschaffenheit der hauptsächlichen Zuthaten: Aether, Oele, Farben, Sprit, Wasser etc. Miltitz bei Leipzig 1904.
- Carl Freiherr von Rechenberg: Theorie der Gewinnung und Trennung der ätherischen Öle durch Destillation. Grundzüge einer allgemeinen Destillationslehre. Selbstverlag Schimmel & Co., Miltitz 1910.
- Bericht von Schimmel & Co. in Leipzig. Fabrik ätherischer Oele, Essenzen und chemischer Präparate. Leipzig 1878–1901.
- Bericht von Schimmel & Co. in Miltitz bei Leipzig. Fabrik ätherischer Oele, Essenzen und chemischer Präparate. Miltitz 1901–1912, 1913–1927.
- Bericht der Schimmel & Co. Aktiengesellschaft Miltitz Bezirk Leipzig über Neues auf dem Gebiete der Likör-, Limonaden-, Zuckerwaren- und verwandten Industrie. Schimmel & Co. AG, Miltitz 1928–1932, 1933–1948.
- Arbeitsstätten der Firma Schimmel & Co. in Miltitz bei Leipzig. Bilder aus Miltitz bei Leipzig überreicht von Schimmel & Co. Miltitz 1924.
- Karl Fritzsche: Der Werdegang der Schimmel & Co. Aktiengesellschaft im Zeitraum von 100 Jahren (1829–1929). Schimmel & Co., Miltitz bei Leipzig 1929.
- 1. September 1829–1929. Die Jubelfeier der Schimmel & Co. Aktiengesellschaft Miltitz bei Leipzig. Schimmel & Co. AG, Leipzig 1929.
- Eduard Gildemeister, Friedrich Hoffmann: Über ätherische Öle. 3 Bände, Schimmel & Co. AG, Miltitz 1929–1931.